# ラウンドテーブル (競走馬)
ラウンドテーブル（Round Table、1954年 - 1986年）は、アメリカの競走馬・種牡馬。黄金世代と呼ばれた1957年アメリカクラシック世代の1頭でクラシックには勝てなかったが、アメリカ各地を転戦して66戦43勝、芝・ダートを問わず実績を残し、計16度のレコードを記録した。生涯獲得賞金額は174万9869ドルにのぼり、1964年にケルソによって破られるまで世界レコードであった。1958年アメリカ年度代表馬。種牡馬としてもアメリカリーディングサイアーに輝くなど活躍した。馬名は円卓の騎士に由来。

## 生涯

### 誕生
ラウンドテーブルは1954年4月6日、アメリカ合衆国ケンタッキー州のクレイボーンファームで生まれた。生育が悪く体高は成馬で157.5センチメートルにしかならなかった。馬名はアーサー王の円卓の騎士に由来しており、母ナイツドーター（騎士の娘）に因む。なお、後にライバルとなるボールドルーラーとは顔見知りだった。同じ日（の僅か30分後）に同じ牧場の隣の馬房で生まれ、引退後も同じ牧場で過ごした。クレイボーンファームはラウンドテーブルを売却しようとしたが値段を4万ドルに設定したところ買い手がつかず、クレイボーンファームの名義で競走馬となった。

### 競走馬時代

#### 2歳時（1956年）
ラウンドテーブルは1956年2月24日に競走馬としてデビューした。デビュー戦は4着に敗れ、4月に2戦目で初勝利を挙げた。ラウンドテーブルはこの年に10戦して5勝という成績を残した。

#### 3歳時（1957年）
1957年、1月から2月にかけて連敗したラウンドテーブルはトラビス・M・カーという名の石油成金に売却され、本拠地をケンタッキー州キーンランドからカリフォルニア州サンタアニタへと移した。売却額は14万5000ドルで、種牡馬となった際には権利の25%を3年間クレイボーンファームが保有するという条件が付けられた。売却後2月16日にハイアリーパーク競馬場で行われた一般競走を勝ち、4月に入りベイメドウズステークスとブルーグラスステークスを連勝。続くアメリカ三冠第1戦のケンタッキーダービーでは2番人気に支持されたが3着に敗れた。
ケンタッキーダービーに敗れたラウンドテーブルはプリークネスステークスとベルモントステークスには出走せず、5月末から7月下旬にかけて西部ハリウッドパーク競馬場で行われたレースに出走、初戦で敗れた後5連勝した。その後東部へ移動したが勢いは衰えず、8月31日のアメリカンダービーでケンタッキーダービーを勝ったアイアンリージを下して優勝するなど11月1日にかけて11連勝を達成した。
この時期のラウンドテーブルはプリークネスステークス優勝馬のボールドルーラーとベルモントステークス優勝馬のギャラントマンとともに3歳3強という評価を得ていたが、11月9日のトレントンハンデキャップでは両馬との対決が実現した。レースは122ポンドを背負ったボールドルーラーが優勝し、124ポンドを背負ったギャラントマンが2着、124ポンドを背負ったラウンドテーブルは3着に敗れた。なお、3強が対決したのはこのレースが最後であった。12月に再び西部へ戻ってサンタアニタ競馬場で1勝を挙げ、22戦15勝の成績でこの年のシーズンを終えたラウンドテーブルは芝コースでの活躍が認められ、1957年度の最優秀芝コース馬に選出された。ちなみにこの年の年度代表馬にはボールドルーラーが選ばれた。

#### 4歳時（1958年）
1958年、ラウンドテーブルは年明けから5月にかけて7連勝、うち5勝がレコード勝ちという目覚ましい成績を挙げた。その後もアメリカ各地を転戦しダート・芝両方のレースに出走、年間20戦14勝という成績を収め、1958年度の年度代表馬、最優秀ハンデキャップ古馬、最優秀芝コース馬のタイトルを獲得した。さらにこの年の最終戦となったホーソーン金杯を優勝した時点でラウンドテーブルの獲得賞金額は133万6364ドルとなり、ナシュアが記録した128万8565ドルの記録を更新した。

#### 5歳時（1959年）
1959年、ラウンドテーブルは生涯獲得賞金額の世界レコードを更新し続けた。2月のワシントンバースデーハンデキャップで右前肢を負傷し16着に敗れた（ちなみにこのレースの優勝馬は日本から遠征していたハクチカラである）が、6月に復帰すると前年と同様にアメリカ各地の競馬場を転戦し芝・ダート両方のレースに出走した。この年のラウンドテーブルの成績は14戦9勝、うち7勝がレコード勝ちであった。

### 競走馬引退後
ラウンドテーブルは1959年のシーズンを最後に競走馬を引退し、種牡馬となってクレイボーンファームに繋養された。前述のように種牡馬となったラウンドテーブルはクレイボーンファームとトラビス・M・カーが持分1:3で共有することになっていたがまもなくカーが死亡したため、クレイボーンファームを中心に結成されたシンジケートが所有することになった。
ラウンドテーブルは安定した種牡馬成績を収め、キングズビショップやアッパーケースが活躍した1972年にアメリカのリーディングサイアーとなるなど、リーディングサイアー10位以内に7回ランクインした。日本へは産駒のボールドリック、ターゴワイス、アーテイアス、デュール、ダムウエイタなどが種牡馬として輸入された。
ラウンドテーブルは1981年を最後に種牡馬を引退し、クレイボーンファームで余生を過ごした。1986年6月13日、老衰により32歳で死亡した。遺体はクレイボーンファームの敷地内に埋葬された。

## エピソード
- ラウンドテーブルには走行中に後脚を前肢にぶつけ、前肢の蹄を痛める癖（追突）があった。日本の競走馬ではシンザンがこの症状に見舞われたことで知られている。1958年のウッドウォードステークス（5着）と1959年のワシントンバースデーハンデキャップ（16着）の敗因は追突により右前肢を負傷したことにあるといわれている[1]。
- 晩年のラウンドテーブルには自分の脇腹に噛みつき傷つける癖（身食い）が出た。父のプリンスキロにも同様の傾向があったとされている。身食いを防ぐため、ラウンドテーブルの口には金属製の網が装着された[2]。

## 表彰
- 1958年 - アメリカ年度代表馬。
- 1999年 - 20世紀アメリカの100名馬（ブラッドホース誌）第17位。ライバルとされたボールドルーラー（19位）、ギャラントマン（36位）をともに上回っている。
- 1989年にガルフストリームパーク競馬場で行われた歴代の名馬を集めた架空の競走では、901倍の最低人気ながらボールドルーラーを1馬身4分の3振り切り優勝した。

## 主な産駒
- Royal Glint（サンタアニタハンデキャップ、ユナイテッドネイションズハンデキャップ）
- King Pellinore（オークツリー招待ハンデキャップ、チャンピオン招待ハンデキャップ）
- Tell（ハリウッドダービー）
- Apalachee（オブザーヴァーゴールドカップ）
- ボールドリック（2000ギニー、チャンピオンステークス）
- アーテイアス（エクリプスステークス、サセックスステークス）
- Flirting Around（キングススタンドステークス）
- King's Bishop（ポンティアックグランプリステークス）
- Upper Case （フロリダダービー）
- He's a Smoothie（カナダ年度代表馬）
- Targowice（種牡馬）

## 血統表
| Round Tableの血統             | Round Tableの血統                            | Round Tableの血統                            | （血統表の出典）                             | （血統表の出典） |
| 父系                          | プリンスキロ系                               | プリンスキロ系                               | プリンスキロ系                               | [ § 2 ]          |
| 父 Princequillo 1940 鹿毛     | 父の父Prince Rose 1928 鹿毛                  | Rose Prince                                  | Prince Palatine                              | Prince Palatine  |
| 父 Princequillo 1940 鹿毛     | 父の父Prince Rose 1928 鹿毛                  | Rose Prince                                  | Eglantine                                    |                  |
| 父 Princequillo 1940 鹿毛     | 父の父Prince Rose 1928 鹿毛                  | Indolence                                    | Gay Crusader                                 | Gay Crusader     |
| 父 Princequillo 1940 鹿毛     | 父の父Prince Rose 1928 鹿毛                  | Indolence                                    | Barrier                                      |                  |
| 父 Princequillo 1940 鹿毛     | 父の母Cosquilla 1933 鹿毛                    | Papyrus                                      | Tracery                                      | Tracery          |
| 父 Princequillo 1940 鹿毛     | 父の母Cosquilla 1933 鹿毛                    | Papyrus                                      | Miss Marty                                   |                  |
| 父 Princequillo 1940 鹿毛     | 父の母Cosquilla 1933 鹿毛                    | Quick Thought                                | White Eagle                                  | White Eagle      |
| 父 Princequillo 1940 鹿毛     | 父の母Cosquilla 1933 鹿毛                    | Quick Thought                                | Mindful                                      |                  |
| 母 Knights Daughter 1941 鹿毛 | 母の父Sir Cosmo 1926 黒鹿毛                  | The Boss                                     | Orby                                         | Orby             |
| 母 Knights Daughter 1941 鹿毛 | 母の父Sir Cosmo 1926 黒鹿毛                  | The Boss                                     | Southern Cross                               |                  |
| 母 Knights Daughter 1941 鹿毛 | 母の父Sir Cosmo 1926 黒鹿毛                  | Ayn Hali                                     | Desmond                                      | Desmond          |
| 母 Knights Daughter 1941 鹿毛 | 母の父Sir Cosmo 1926 黒鹿毛                  | Ayn Hali                                     | Lalla Rookh                                  |                  |
| 母 Knights Daughter 1941 鹿毛 | 母の母Feola 1933 黒鹿毛                      | Frier Marcus                                 | Cicero                                       | Cicero           |
| 母 Knights Daughter 1941 鹿毛 | 母の母Feola 1933 黒鹿毛                      | Frier Marcus                                 | Prim Nun                                     |                  |
| 母 Knights Daughter 1941 鹿毛 | 母の母Feola 1933 黒鹿毛                      | Aloe                                         | Son-in-Law                                   | Son-in-Law       |
| 母 Knights Daughter 1941 鹿毛 | 母の母Feola 1933 黒鹿毛                      | Aloe                                         | Alope                                        |                  |
| 母系(F-No.)                   | 2号族(FN:2-f)                                | 2号族(FN:2-f)                                | 2号族(FN:2-f)                                | [ § 3 ]          |
| 5代内の近親交配               | Gallinule S5×M5=6.25%, Persimmon S5×M5=6.25% | Gallinule S5×M5=6.25%, Persimmon S5×M5=6.25% | Gallinule S5×M5=6.25%, Persimmon S5×M5=6.25% | [ § 4 ]          |
| 出典                          | 1. 2. 3. 4.                                  | 1. 2. 3. 4.                                  | 1. 2. 3. 4.                                  | 1. 2. 3. 4.      |